# Stringtown
Stringtown és una població dels Estats Units a l'estat d'Oklahoma. Segons el cens del estimate, 2005 tenia 401 habitants.

## Demografia
Segons el cens del 2000, Stringtown tenia 396 habitants, 166 habitatges, i 113 famílies. La densitat de població era de 32,3 habitants per km².
Dels 166 habitatges en un 26,5% hi vivien nens de menys de 18 anys, en un 54,2% hi vivien parelles casades, en un 10,8% dones solteres, i en un 31,9% no eren unitats familiars. En el 28,9% dels habitatges hi vivien persones soles el 14,5% de les quals corresponia a persones de 65 anys o més que vivien soles. El nombre mitjà de persones vivint en cada habitatge era de 2,39 i el nombre mitjà de persones que vivien en cada família era de 2,89.
Per edats la població es repartia de la següent manera: un 24% tenia menys de 18 anys, un 9,6% entre 18 i 24, un 21,2% entre 25 i 44, un 27,5% de 45 a 60 i un 17,7% 65 anys o més.
L'edat mediana era de 42 anys. Per cada 100 dones de 18 o més anys hi havia 89,3 homes.
La renda mediana per habitatge era de 20.536$ i la renda mediana per família de 22.614$. Els homes tenien una renda mediana de 19.643$ mentre que les dones 14.861$. La renda per capita de la població era de 9.612$. Entorn del 15,1% de les famílies i el 25,1% de la població estaven per davall del llindar de pobresa.

## Poblacions més properes
El següent diagrama mostra les poblacions més properes.